# 平沙里
平沙里是一個位於臺灣臺南市將軍區的里，屬馬沙溝二里之一，劃為7鄰，原為平沙村，於2010年因臺南縣市合併而改為現名。

## 範圍
平沙里北以南18線及山子腳大排與長沙里為界、東接玉山里及將軍里、南則隔漚汪大排與鯤鯓里相望，境內有馬沙溝聚落之南半部、將軍漁港，餘則多為鹽田、魚塭。

## 設施
- 將軍漁港
- 七股鹽場
- 馬沙溝海洋休閒運動渡假中心
- 臺61線將軍交流道